# Garpedansberget

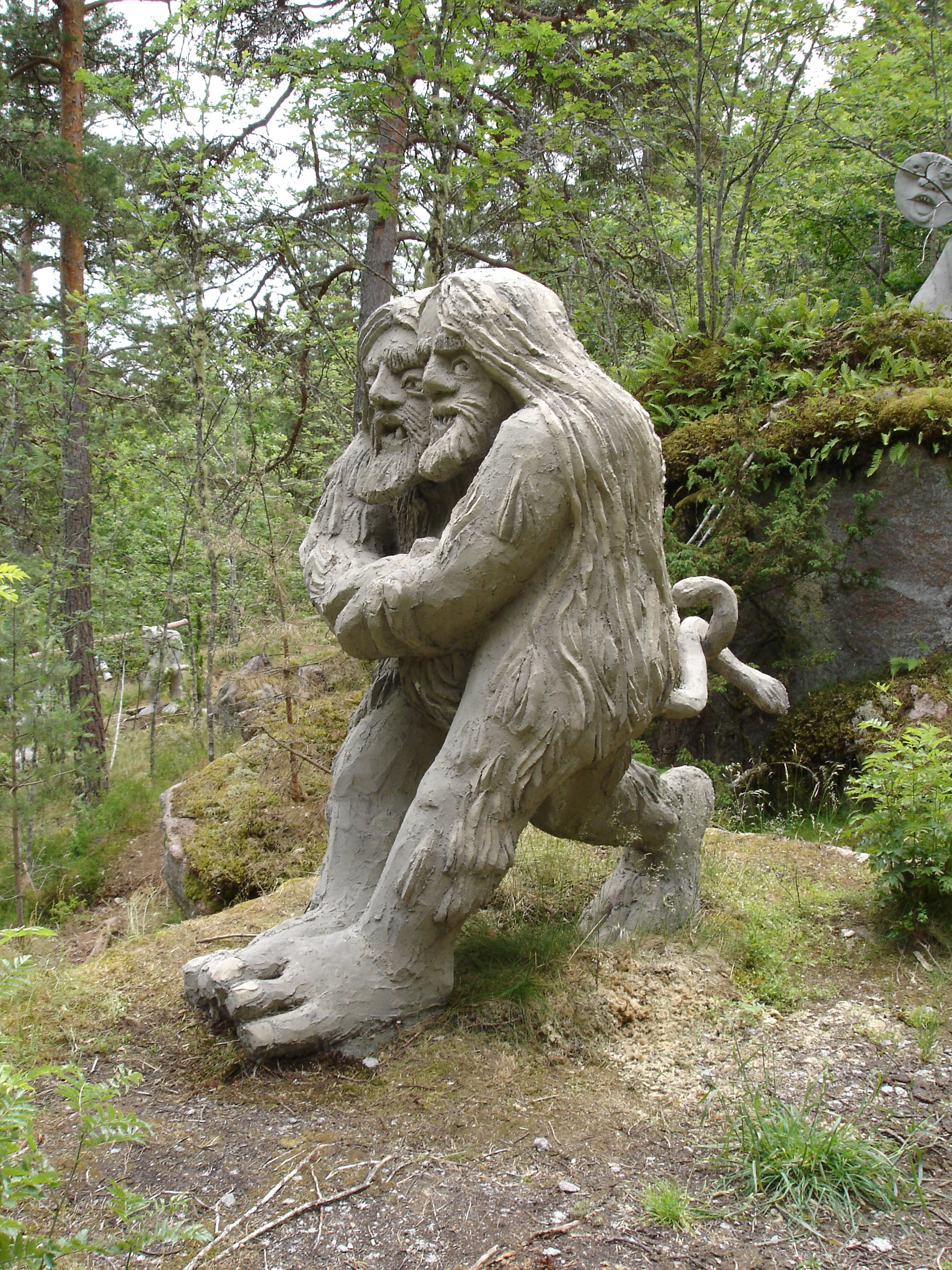
Garpedansare

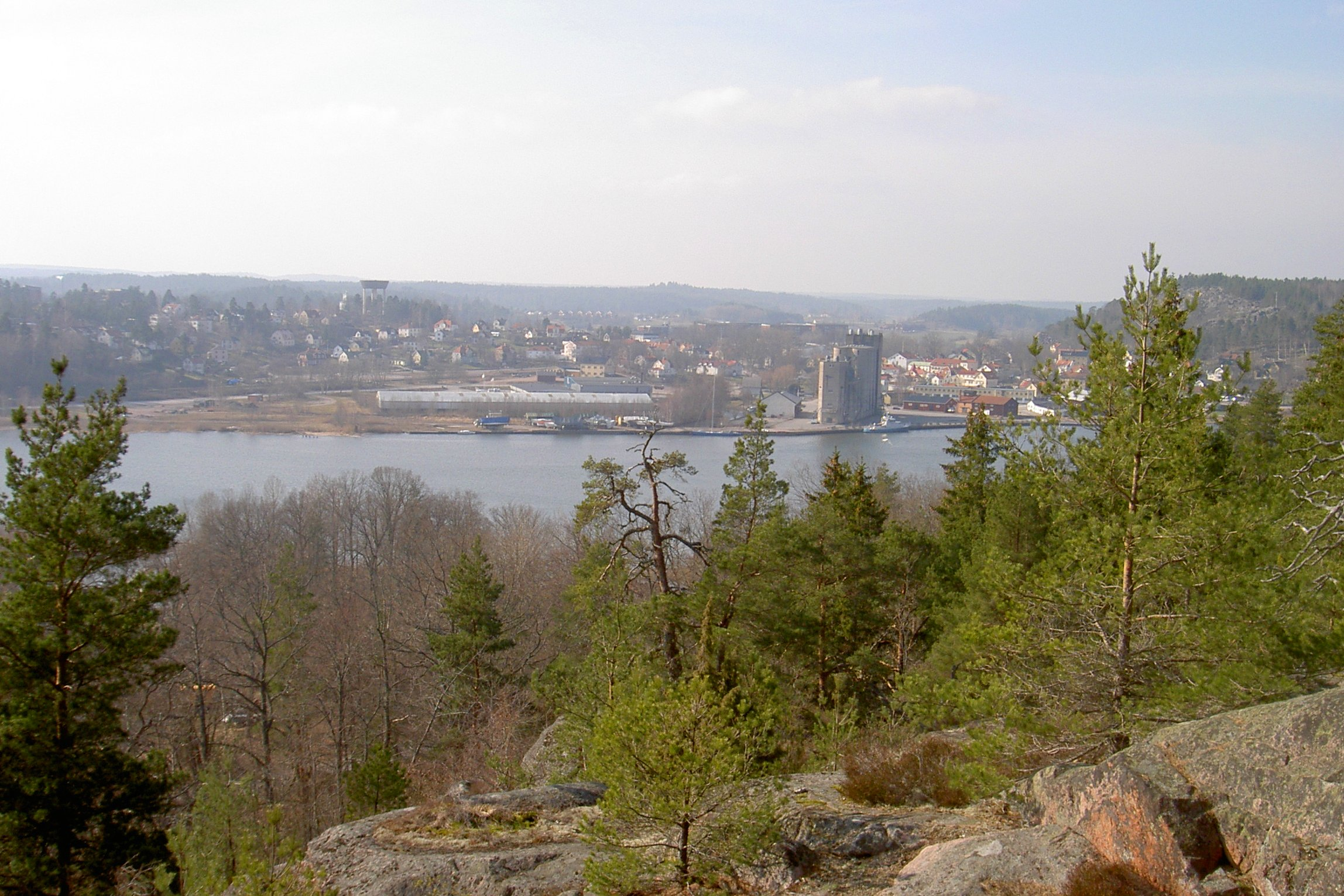
Utsikt över Gamleby från Norrlandet. Till höger i bilden syns Garpedansberget.

Garpedansberget är ett brant och cirka 80 meter högt berg med utsikt över Gamleby och Gamlebyviken i Västerviks kommun.
I berget sas jätten Garpe bo. Trakten är rik av spår från forntiden och berättelser som hör myterna och sägnerna till. Det berättas inte minst om den store jätten Garpe som bodde på berget, och om prinsessor, troll och andra mytiska och folkloristiska figurer.
- / Garpedansberget

Sedan hösten 2007 finns det en skulpturpark på Garpedansberget med över 70 skulpturer i fiberbetong. Bakom konstprojektet står konstnären Jan Pol (Jerzy Przybyl), med stöd från föreningen Kulturkraft i Norra Tjust. Konstverket visar Garpes alla vänner som bjudits in till fest.
- / Skulpturparken Garpes vänner

På berget finns joggingspår och jaktskyttebana.